# Banca Popolare di Milano
Banca Popolare di Milano (BPM) was een coöperatieve bank in Italië.
De in 1999 opgerichte online WeBank is uit deze bank ontstaan. Andere dochterondernemingen zijn Banca Popolare di Mantova, ProFamily en Akros Alternative.
Per 1 januari 2017 is de bank samengegaan met Banco Popolare. Ze zijn verder gegaan onder de naam Banco BPM en is de derde bank in het land, na UniCredit en Intesa Sanpaolo. Bij de oprichting had Banco BPM ongeveer 20.000 werknemers, 1400 kantoren en vier miljoen klanten.